# أدينيك أولادوسو
أدينيك تيتيلوب أولادوسو (وُلِدت عام 1994)، ناشِطة نيجيرية في مجال المناخ، ونَسوية بيئية، وبادِئة حرَكة "فرايدي فور فيوتشر" في نيجيريا. وهي مُتخَصِّصَة في المساواة والأمن وبناء السّلام في جميع أنحاء أفريقيا، وخاصّة في منطقة بحيرة تشاد. تمَّ الاعترافُ بها كواحدة من النُّشطاء السّود الثلاثة الشباب في إفريقيا الذّين يحاولون مكافحة تغيُّر المناخ إلى جانب "فانيسا ناكيت"و"إليزابيث واثوتي" من قِبل منظمة السلام الأخضر في المملكة المتحدة لشهر تاريخ السّود في المملكة المتحدة. وفي ديسمبر 2019، حضرت أولادوسو اجتماع "مؤتمر الأمم المتحدة للتغير المناخي 2016 في إسبانيا كمندوب للشّباب النيجيري حيث أعطت لقاء مُؤثّر
حول تغيّر المناخ في أفريقيا وكيف يؤثّر على الحياة.

## الطفولة والتعليم
يَنحدر أولادوسو من أوغبوموشو بولاية أويو. تلَقَّت تعليمها في "GSS Gwagwalada Abuja"، ثمّ انتقلت إلى جامعة الزراعة، ماركوردي حيث حصلت على درجة أولى في الاقتصاد الزراعي.

## النّشاط المناخي
بدأت أولادوسو التّنظيم للنّشاط المناخي بعد أن بدأت الجامعة. ورأت المزارعين والرعاة غاضبين لأنّ أراضيهم أصبحت أكثر جفافاً والمجتمعات الأخرى التي لم تواجه فيضانات من قبل قد جرفت أراضيها الزّراعية. قادها قراءة التّقرير الخاص حول الاحترار العالمي عند 1.5 درجة مئويّة وتقرير اللجنة الدولية للتغيرات المناخية للانضمام إلى حركة "Friday For Future". بدأت في الدّعوة في المجتمعات والمدارس والأماكن العامّة للتّحدّث إلى النّاس حول أزمة المناخ. وشجّعتهم على زراعة الأشجار وتثقيف أقرانهم.
في عام 2019، حصلت أولادوسو على جائزة سفير الضّمير من منظمة العفو الدولية في نيجيريا وتحدّثت إلى قادة العالم في قمة الأمم المتّحدة للشباب حول المناخ. وقد حضرت مؤتمر تغيّر المناخ لعام 2019 في مدريد مع «غريتا ثونبرج» حيث لفتت انتباه قادة العالم نحو حركات المناخ النيجيرية والأفريقية.

## الجوائز وشهادات التقدير
- 22 صوتًا متنوعًا لتتبعها منظمة العفو الدولية في يوم الأرض هذا على موقع تويتر[17]

- 15 سفيرًا لمركز الشباب الأفريقي للمناخ[18]

## روابط خارجية
- the_ecofeminist على تويتر.
- "Elevate Festival 2020 – Adenike Oladosu – Opening Speech". YouTube. 5 مارس 2020.